# Großer Rettenstein
Il Großer Rettenstein (2.362 m s.l.m.) è una montagna delle Alpi di Kitzbühel nelle Alpi Scistose Tirolesi. Si trova al confine tra il Tirolo ed il Salisburghese.